# 15625 Agrawal
A 15625 Agrawal (ideiglenes jelöléssel (15625) 2000 HB35) a Naprendszer kisbolygóövében található aszteroida. A LINEAR projekt keretében fedezték fel 2000. április 27-én.